# Saint-Félicien
Saint-Félicien è un comune francese di 1 237 abitanti situato nel dipartimento dell'Ardèche della regione dell'Alvernia-Rodano-Alpi.

## Società

### Evoluzione demografica
Abitanti censiti